# Veronica Sentongo
Veronica Sentongo (née vers 1993) est une ingénieure ougandaise en télécommunications (en) et en électricité, qui travaille en tant que directrice du changement et de l'innovation à la Banque DFCU (en), une grande banque commerciale en Ouganda. Elle commence cette mission en janvier 2021. Avant de rejoindre DFCU Bank, elle est responsable du groupe de l'innovation numérique chez ICEA Lion Insurance Company à Nairobi, au Kenya.

## Enfance et formation
Veronica est née de parents ougandais à Mbabane, Eswatini, au début des années 1990. Elle étudie au Mount Saint Mary's College Namagunga (en) pour ses études de niveau A. Elle est titulaire d'un Bachelor of Science en génie électrique, décerné par l'université du Cap. Son diplôme de Master of Science en génie électrique, avec spécialisation en génie des télécommunications (en), est délivré par la même université. Elle étudie pour sa maîtrise grâce à une bourse attribuée par le Conseil pour la recherche scientifique et industrielle (en) (Council for Scientific and Industrial Research, SCIR), basé à Pretoria, en Afrique du Sud,.
Elle suit des formations en gestion et leadership dans diverses institutions au fil des années. Elle est une experte certifiée en gestion de projets techniques. Elle est experte accréditée en « Microfinance, inclusion financière et monnaie numérique »,.

## Carrière
La carrière professionnelle de Veronica remonte à 2004. Son premier emploi est en tant qu'ingénieure stagiaire chez Multi-Konsults Engineering Consultancy, à Kampala, en Ouganda. Plus tard, elle est transférée chez MTN Ouganda (en), où elle travaille dans l'unité de planification des commutateurs réseau. En outre, elle travaille en tant que responsable des services bancaires numériques chez Stanbic Bank Uganda Limited (en). Elle occupe également divers postes dans des institutions financières en Afrique du Sud, pendant et après ses études de troisième cycle.

## Autres considérations
Dans son rôle de Chief Change & Innovation Officer, Veronica Sentongo est membre du comité exécutif de DFCU Bank,.